# (+)-trans-carveolo deidrogenasi
La (+)-trans-carveolo deidrogenasi è un enzima appartenente alla classe delle ossidoreduttasi, che catalizza la seguente reazione:
(+)-trans-carveolo + NAD+ ⇄ (+)-(S)-carvone + NADH + H+
Il NADP+ non è in grado di sostituire il NAD+. L'enzima genera una parte della via di biosintesi dei monoterpenoidi nei semi di cumino dei prati Carum carvi.